# Ртищево в годы Великой Отечественной войны

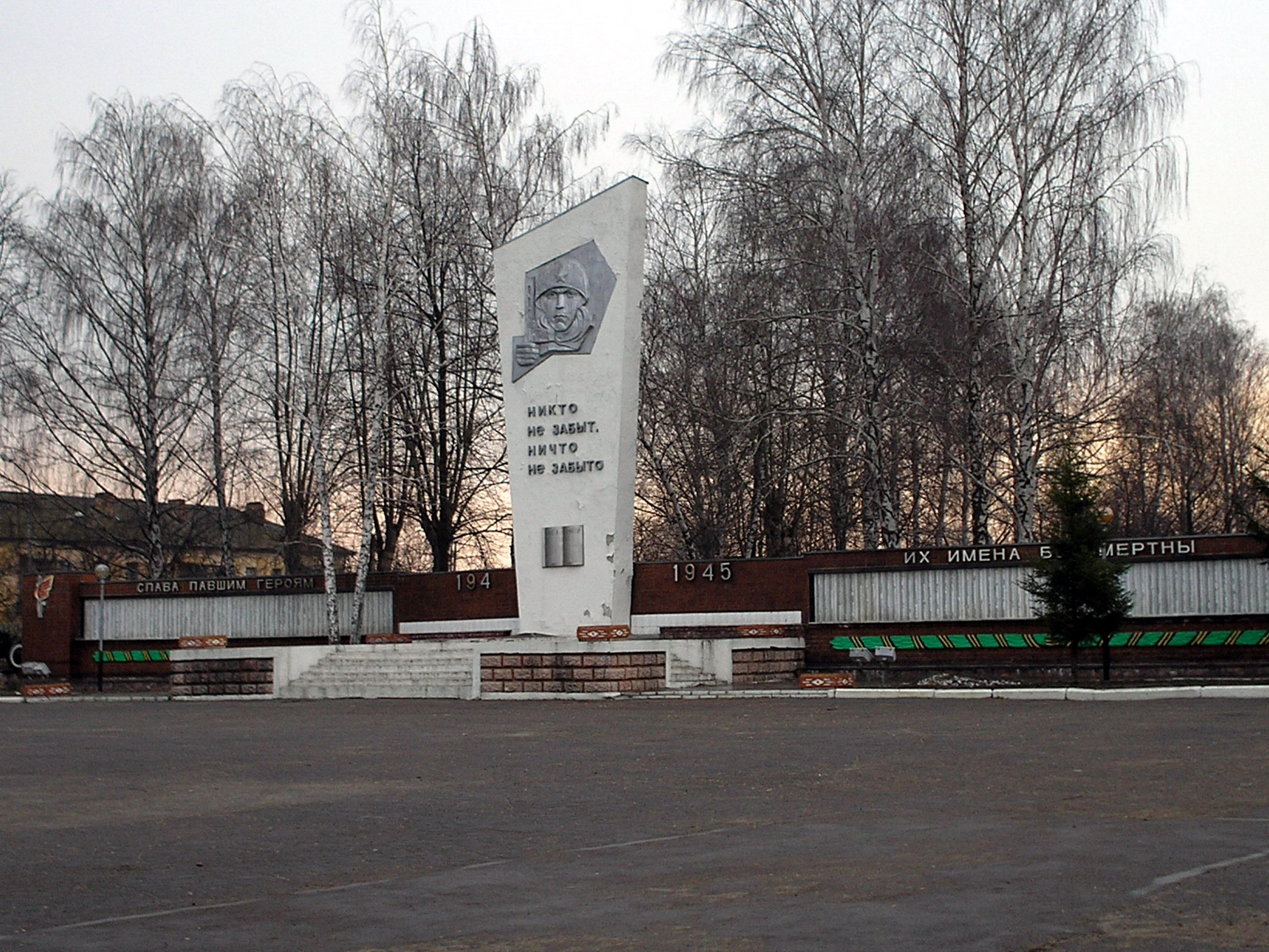
Обелиск Славы

28 июня 1941 года постановлением Государственного Комитета Обороны СССР район Ртищева объявлялся прифронтовой зоной. Городские и районные власти обязывались принять экстренные и исчерпывающие меры к охране узла и к бесперебойному продвижению поездов с неизмеримо возросшим потоком грузов. На следующий день бюро райкома ВКП(б) утвердило мероприятия по защите от вражеской авиации железнодорожного узла и города.

## Народное ополчение
9 июля 1941 года бюро Саратовского областного комитета партии приняло постановление о формировании на территории края народного ополчения. Этим постановлением предусматривалось, в частности, создание в Ртищеве полка народного ополчения. В конце июля — начале августа формирование частей и подразделений народного ополчения в основном закончилось. Полк Ртищева являлся типичным формированием милицейского типа, без единой организационно-штатной структуры. Он состоял из 3,5 тысяч человек, сведённых в 53 отряда. В его состав входили и женщины, и ветераны гражданской войны. Бойцы народного ополчения проходили военную и политическую подготовку.
В городе работала школа противовоздушной и противохимической обороны. Ртищевская школа ПВХО была одной из десяти в области. Здесь готовили инструкторов для обучения населения приёмам самозащиты. Жители города овладевали приёмами герметизации жилых домов и производственных помещений от действий отравляющих веществ, учились пользоваться противогазом, оказывать пострадавшим первую помощь, бороться с пожарами. С разгромом немецко-фашистских войск под Сталинградом, а затем на Курской дуге практическая надобность в народном ополчении отпала. Поэтому 13 октября 1943 года Саратовский обком партии дал указание о расформировании частей народного ополчения.

## 100-й отдельный батальон ВНОС

Мемориальная доска, посвящённая 100-му отдельному батальону ВНОС на площади Дворца культуры

Распоряжением ГКО № 874сс от 09.11.1941 и приказанием заместителя НКО № орг/1492 от 30.12.1941 в начале ноября 1941 года на территории Ртищевского района был сформирован 100-й отдельный батальон воздушного наблюдения, оповещения и связи (ВНОС). Штаб и все службы были сформированы Ртищевским военкоматом, командир, майор Березань, и начальник штаба, капитан Акимов, были присланы из Саратова. Первоначально батальон состоял из мужчин, однако к концу ноября 1941 года почти весь мужской персонал был отправлен на передовую. На смену мужчинам стали призывать девушек. Девушки были уроженками Ртищева и района, Саратова, а также других областей и республик Поволжья. Среди них было много эвакуированных из Прибалтики, Белоруссии, Украины. 8 апреля 1942 года является вторым рождением 100-го батальона.
Штаб батальона первоначально находился в совхозе № 40 «Красный», а затем в здании ртищевской городской почты по улице Пугачёвской (не сохранилось). В здании школы № 3 по улице Пугачёвской был установлен коммутатор. Наблюдательные посты — на городской пожарной вышке (не сохранилась) на улице Почтовой (ныне А. Громова), в совхозах «Выдвиженец» и № 40 «Красный». Пункты связи находились вблизи школы № 1 и примерно в районе нынешней фабрики гигроскопической ваты.
Свой боевой путь 100-й батальон закончил в 1945 году во Львове.

## 243-й ОЗАД

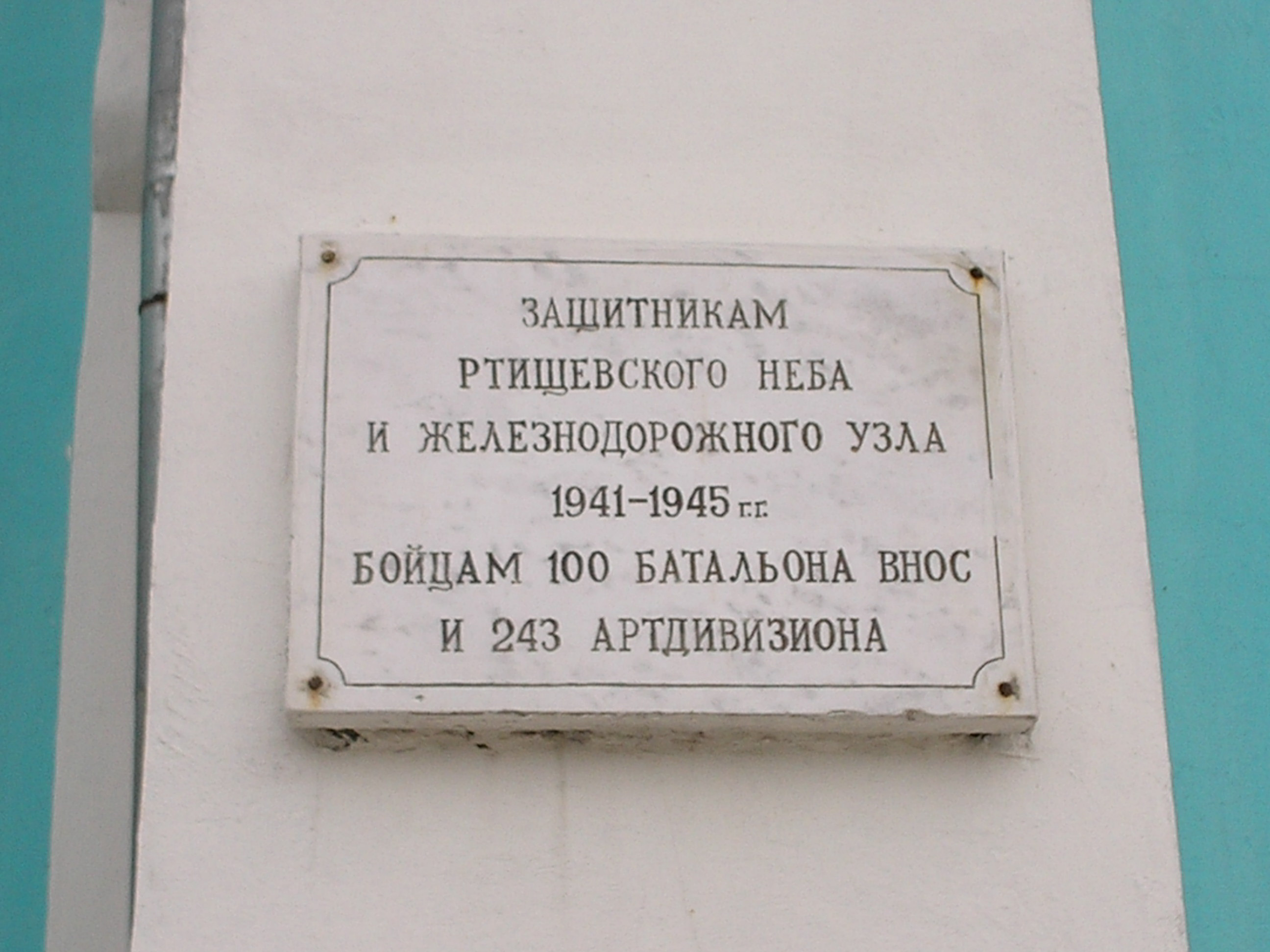
Мемориальная доска на здании вокзала Ртищево-I, посвящённая 100-му отдельному батальону ВНОС и 243-му ОЗАД

27 апреля 1942 года на противовоздушную оборону Ртищева был поставлен 243-й отдельный зенитный артиллерийский дивизион. На крыше железнодорожного вокзала бойцами артдивизиона были установлены зенитные пулемёты. Зенитные орудия были установлены в городе и его окрестностях.
В конце июня и в течение июля — августа 1942 года противник предпринял ряд налётов на Саратов и на периферийные города, железнодорожные станции, пристани и корабли, в том числе 8 и 9 июля на Ртищево и прилегающие Кистендейский, Аркадакский и Салтыковский районы. В 1943 году, когда фронт отодвинулся на запад и город стал недосягаем для бомбардировочной авиации противника, дивизион был передислоцирован.

## Ложные объекты
Помимо противовоздушной обороны, для охраны ртищевского железнодорожного узла и его предприятий была предпринята необычная мера: строительство ложных объектов. За несколько недель в стороне от Ртищева, Благодатки и разъезда Дубасовского на полях в направлении Ивано-Куликов и Кургана возвели насыпь, вдоль полотна установили семафоры. На строительство строго засекреченных оборонительных сооружений привлекли рабочих и служащих узла, колхозники предоставили гужевой транспорт. По сигналам служб воздушного наблюдения из Тамбова, Поворино или Саратова о вылете немецких бомбардировщиков в сторону Ртищева, ответственный работник отделения дороги А. И. Богатырёв давал команду выключить единый рубильник для узла и города, которые погружались во тьму. Одновременно зажигались огни на ложных объектах, которые и подвергались бомбардировкам. Благодаря этому Ртищево и узел понесли минимальный ущерб от налётов вражеской авиации.

## Роль ртищевского узла в годы ВОВ
В годы Великой Отечественной войны ртищевский железнодорожный узел выполнял важнейшую связующую функцию тыла с фронтом. Особенно напряжённым выдался 1942 год, когда Ртищевское отделение железной дороги стало основным каналом снабжения Сталинградского и Воронежского фронтов. Участки Ртищевского отделения дороги находились в непосредственной близости к Сталинградскому фронту. Ртищево — Балашов — Поворино и Ртищево — Саратов — Урбах — Верхний Баскунчак — Ахтуба — таковы в то время были маршруты продвижения срочных поездов к линии фронта. Кроме того, ртищевские машинисты водили воинские эшелоны в Подмосковье, к Воронежу, на станции Филоново, Арчеда и Качалино Сталинградского фронта.
Важность ртищевского железнодорожного узла понимало и немецкое командование. Его уничтожение значилось в оперативных планах Верховного командования вермахта. В одной из записных книжек генерал-фельдмаршала Фридриха Паулюса была обнаружена запись:
Считаю ошибкой немецкого командования, что своевременно, в начале войны, не был выведен из строя ртищевский железнодорожный узел, имеющий большое стратегическое значение.

## Память

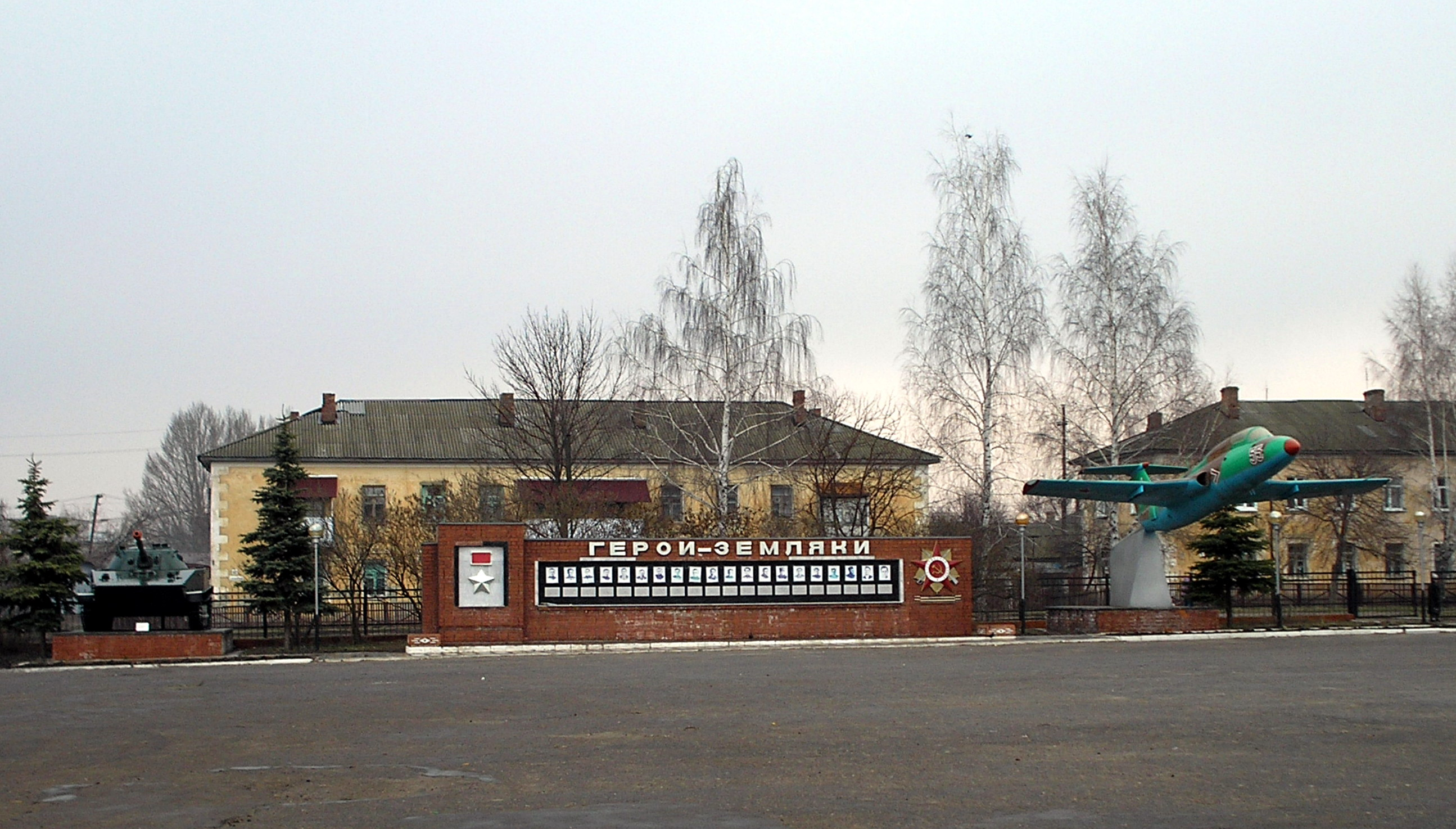
Мемориал воинам, павшим в годы Великой Отечественной войны

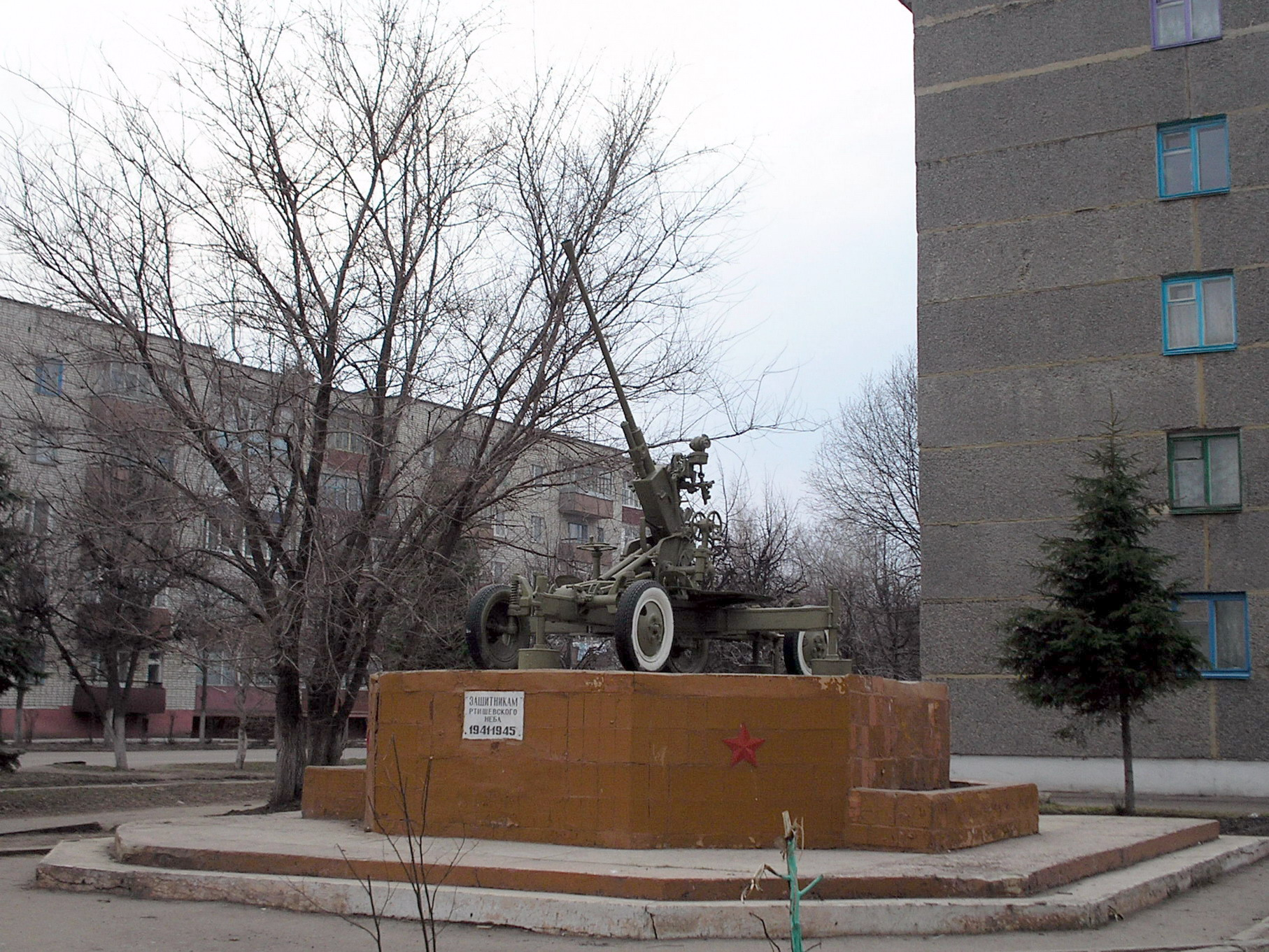
Памятник «Защитникам ртищевского неба»

В год 30-летия Победы советского народа в Великой Отечественной войне 9 мая 1975 года в городе на площади Дворца культуры был торжественно открыт двенадцатиметровый Обелиск Славы. В верхней его части укреплён бронзовый барельеф солдата, сжимающего в руке автомат. В центре уходящей вверх стелы написаны слова: «Никто не забыт, и ничто не забыто». У обелиска горит Вечный огонь, зажжённый от огня на Мамаевом кургане в Волгограде. В 2000 году Обелиск был реконструирован. Справа и слева к нему пристроили «Стену памяти» с табличками, на которых начертаны фамилии ртищевцев, погибших в Великой Отечественной войне. В том же 2000 году на площади создали мемориал воинам, павшим в годы войны.
В 1985 году на перекрёстке улиц Левице и Красной, напротив городского парка культуры и отдыха, в честь — 243-го отдельного зенитного артдивизиона и 100 батальона воздушного наблюдения, оповещения и связи, защищавших в годы Великой Отечественной войны ртищевский железнодорожный узел от налётов немецкой авиации, был открыт памятник «Защитники ртищевского неба 1941—1945». Он представляет собой 37-миллиметровую зенитную пушку, установленную на восьмигранном постаменте.
На здании вокзала Ртищево-I открыта мемориальная доска, посвящённая 100-му отдельному батальону ВНОС и 243-му ОЗАД.
В средней общеобразовательной школе № 6 был создан музей 100-го батальона ВНОС и 243-го ОЗАД. 7 мая 2010 года он был перенесён в среднюю общеобразовательную школу № 7.
7 мая 2010 года на площади Дворца культуры была открыта мемориальная доска, посвящённая 100-му батальону ВНОС.